# 100万回生きたねこ
『100万回生きたねこ』（ひゃくまんかいいきたねこ）は、1977年に出版された佐野洋子作の絵本。

## 概要
輪廻転生を繰り返している一匹の猫が、やがて運命の相手と出会ったことで愛や悲しみを知っていく様を描いた、哲学的な要素を含んだ作品。子供より大人からの支持を得ているとの評価も見られ、「絵本の名作」と呼ばれることも少なくない。
読み手により様々な解釈が考えられるが、それまで心を開かずに虚栄心のみで生きていた猫が、他人に興味を惹かれて恋をして家族を持ち、長い人生の果てに大切な人を亡くすことで、はじめて愛を知り悲しみを知る……という、シンプルだが奥深いストーリーが印象的な作品である。
本書の帯によれば、2013年9月現在で通算200万部以上を発行している。通常の絵本に加え、作者のサインとぬいぐるみがセットされた特別版Special Boxも販売されている。
「昔は『100万回死んだねこ』だったが、教育上の理由でタイトルが変更された」という都市伝説が流布しているが、そのような事実はない。

## あらすじ
主人公の猫は、ある時は一国の王の猫となり、ある時は船乗りの猫となり、その他、サーカスの手品つかいの猫、どろぼうの猫、ひとりぼっちのお婆さんの猫、小さな女の子の猫…と100万回生まれかわっては、様々な飼い主のもとで死んでゆく。どの飼い主も猫の事が大好きで、その死に泣く程悲しんだが、猫は自分の事だけが大好きで、それぞれの飼い主達のことが嫌い（途中より大嫌いの表記に代わる）だった。何度も生き返るので死ぬ事も特に恐れていなかった。
ある時、猫は誰の猫でもない立派な野良猫となった。猫は、100万回生きた事を自慢し、魅力を感じた周囲のメス猫たちは何とか猫の恋人になろうと、プレゼントを持ってきたり、毛繕いをして猫にすり寄ってくる。それに気を良くしていた猫だったが、唯一自分に関心を示さず、自慢話にも素っ気ない反応しかしない一匹のメスの白猫が気になり始める。何とか興味を引こうとするうちに、いつのまにか猫は、ただ白猫のそばにいたいと思うようになった。そして、白猫も猫の想いを受け入れる。猫は白猫と一緒にいるうちに、自慢話をしなくなっていた。
時がたつと白猫は猫との間に沢山子猫を産み、猫はあれだけ大好きだった自分より、白猫や子猫達の方が好きになっていた。やがて子猫達も立派な野良猫になり猫の元を去って行った。猫は白猫とこれからもずっと一緒にいたいと思ったが、白猫は段々と年老いてゆき、ある日猫の傍で静かに動かなくなっていた。猫は生まれて初めて泣き、死んで動かなくなった白猫を抱えて昼になっても夕方になっても夜になっても朝になっても100万回も泣き続け、ある日のお昼に猫は泣き止んだ。
そして猫も、とうとう白猫の隣で静かに動かなくなり、もう決して生き返らなかった。

## 評価
歌人の枡野浩一は、「100万回生きて100万回死んだ主人公のオスネコは、最後の最後には二度と生き返らなくなる。彼は生まれて初めて本当の意味で死んでしまうわけなんだけど、たいていの読者は物語の終わりを知ったとき『あー、よかった。めでたし、めでたし』という気分になっているはずで、そこがすごいのだ。主人公が死んでしまうのに『あー、よかった』と心から思える不思議。その『不思議』の部分は、ぜひ絵本の実物を読んで味わってください」とこの作品を高く評価している。

## メディアミックス
NHK教育テレビの番組「母と子のテレビ絵本」において映像化された。初回放送は1991年5月3日で、以後も不定期にリピート放映されている。: 1995年には、大竹しのぶ朗読によるCDが発売された。

### 舞台
ミュージカル
- 1989年 「100万回生きたねこ」（OSK日本歌劇団）
- 1996年 「DORA 100万回生きたねこ」（沢田研二主演）
- 2013年 「100万回生きたねこ」（森山未來・満島ひかり主演）
- 2015年 「100万回生きたねこ」（深田恭子・成河主演）[4]

朗読劇
- 2011年 「「100万回生きたねこ」リーディング発表会」（玉置玲央・笹本玲奈主演）[5]

### ドキュメンタリー映画
2012年12月8日、小谷忠典監督による、佐野洋子の晩年を記録した映画『ドキュメンタリー映画 100万回生きたねこ』が日本公開された。佐野は「顔を映さない」という条件で出演している。